# The Migil Five
The Migil Five (auch Migil 5) waren eine englische Popband aus London. Mit ihrer Version von Mockin’ Bird Hill hatten sie 1964 einen der ersten Hits in ihrer Heimat, der dem Ska (englisch auch Bluebeat) zugeordnet wird.

## Bandgeschichte
Die Band begann Anfang der 1960er Jahre als Begleitband von Lennie Peters, der später als eine Hälfte von Peters & Lee erfolgreich war. Zeitweise gehörte auch der spätere Rolling-Stones-Schlagzeuger Charlie Watts, Peters Neffe, zur Besetzung, bevor er von Mike Felix abgelöst wurde. Außer ihm waren Bassist Lenny Blanche und Pianist Gil Lucas Stammbesetzung. Aus den Anfangssilben ihrer Vornamen bildeten sie den Bandnamen „Le Migil“. Als Peters beschloss, zukünftig alleine aufzutreten, übernahm Felix den Gesang und mit dem Gitarristen Red Lambert wurden sie unter dem Namen The Migil Four eine eigenständige Band.
Mit einer Mischung aus Jazz, Pop und R&B traten sie in Clubs und in Feriencamps auf. Der Jazztrompeter Kenny Ball wurde bei einer Veranstaltung auf sie aufmerksam, er begleitete sie auf der Bühne und verhalf ihnen hinterher zu einem Plattenvertrag mit Pye Records. Ihre erste Single, der populäre Klassiker Maybe aus dem Jahr 1940, erschien 1963. Vor der nächsten Single kam noch Saxophonist Alan Watson von Georgie Fames Blue Flames dazu und sie wurden zu „The Migil Five“. Außerdem wurden sie Hausband im Tottenham Royal, einem prominenten Tanzlokal, in dem sie die Dave Clark Five ablösten.
Für die nächste Single wählten sie Mockin’ Bird Hill von Vaughn Horton, 1951 ein Tophit für Patti Page und für Les Paul & Mary Ford in den USA. Sie griffen musikalisch die Ska-Welle aus Jamaika auf, die sich über das Bluebeat-Label auch in England verbreitete. Kurz zuvor war My Boy Lollipop von der Jamaikanerin Millie Small erschienen, das einer der Tophits des Jahres wurde. Die Migil Five konnten die Umstände nutzen und kamen mit ihrem Song immerhin auf Platz 10 der britischen Charts.
Die Band profitierte vor allem außerhalb der Charts davon. Sie traten in Fernsehsendungen wie Ready Steady Go und Top of the Pops auf, waren zu Gast in Feature-Shows wie Swinging U. K. und bekamen sogar einen regelmäßigen Sendeplatz im Regionalsender ATV. Dazu waren ihre Liveauftritte gefragt und sie tourten mit den Animals und den Nashville Teens.
Mit einer weiteren Ska-Version eines populären Klassikers, Near You aus dem Jahr 1947, schafften sie es im selben Jahr noch ein zweites Mal in die Charts, aber die nächsten beiden Singles fanden ebenso wie ein nach dem Hit benanntes Album kein großes Interesse mehr. Obwohl sie es musikalisch auch mit einer Ballade und einem R&B-Song versuchten, brachte auch das folgende Jahr keine Wende mehr. Sie traten weiter bei ihren gewohnten Cabaret-Shows auf und waren Showband bei Easy Beat in der BBC, aber als Mike Felix 1966 die Band verließ, war das der Anfang vom Ende.
Alan Watson übernahm als Sänger, aber der Song Pencil and Paper floppte und sie verloren ihren Plattenvertrag. Für Columbia und Jayboy nahmen sie in den folgenden beiden Jahren noch jeweils eine Single auf, dann gaben sie Ende 1968 ihre Auflösung bekannt.
Über The Migil Five hinaus war nur Mike Felix erfolgreich. In den späten 1970ern war er als Musiker und Komiker in der ATV-Show Make ’Em Laugh zu sehen und 1985 hatte er mehrere Auftritte in der Fernsehserie Widows.

## Diskografie
Alben
- Meet the Migil 5 (EP, 1964)
- Mockin’ Bird Hill (1964)
- Come Dancing with the Migil Five (1969)

Lieder
- Maybe (als The Migil 4, 1963)
- Mockin’ Bird Hill (1964)
- Near You (1964)
- Boys and Girls (1964)
- Big Blue Beat (1964)
- Just Behind the Rainbow (1965)
- One Hundred Years (1965)
- Pencil and Paper (1966)
- Together (1967)
- If I Had My Way (1968)